# Каргалы (Саркандский район)
Каргалы (каз. Қарғалы) — село в Саркандском районе Жетысуской области Казахстана. Входит в состав Черкасского сельского округа. Находится примерно в 50 км к северо-востоку от города Сарканд. Код КАТО — 196057200.
Основан семиреченскими казаками как выселок Каргалинский (Александровский, Благодатный) в 1894 г.

## Население
В 1999 году население села составляло 1538 человек (775 мужчин и 763 женщины). По данным переписи 2009 года, в селе проживало 1278 человек (645 мужчин и 633 женщины).